# Aerodramus sawtelli
La salangana de las Cook o rabitojo de las Islas Cook (Aerodramus sawtelli) es una especie de ave apodiforme de la familia Apodidae endémica de Atiu en las islas Cook.
Habita en las praderas de helechos de la isla y los campos de cultivo, donde se alimenta, y anida en las cuevas calizas  de la makatea.